# Nagy Jenő (filozófus)
Nagy Jenő  (Sződliget, 1952. október 8. –) filozófus, újságíró, szerkesztő. A rendszerváltás előtti demokratikus ellenzék tagja.

## Élete
1978-ban az Eötvös Loránd Tudományegyetem elvégzése után gyakornoki állást kapott a filozófia tanszéken, ahonnan ellenzéki tevékenysége miatt 1980-ban elbocsátották. Ekkor került szorosabb kapcsolatba a földalatti könyv- és lapkiadással, a szamizdattal.
1982-ben az AB Független Kiadó megalapításánál már a kulcsfigurák között találjuk, a később megalakuló ABC kiadó pedig már egyértelműen az ő nevéhez köthető. Ez utóbbi számos könyvet jelentetett meg a Gulag és a Recski kényszermunkatábor világáról.
1986-ban indította útjára az egészen 1991-ig megjelenő Demokrata című havilapot. Az újság erős önkritikát fogalmazott meg a szamizdat céljaival szemben, komoly problémának érezte, hogy az illegális értelmiség egy belterjes klubbá formálódott, amely atyáskodva tekint le a népre. A lap ezzel a folyamattal szembeszállva a széles társadalommal kialakított párbeszédet, az együttgondolkodást szorgalmazta.

## Interjúk
- Remények és csalódások (a szamizdatról), Új Magyarország, 1991. szeptember 17. kedd
- Csizmadia Ervin: A magyar demokratikus ellenzék (1968-1988) III. kötet - Interjúk (T-Twins Kiadó, Budapest, 1995)